# Девятернинское сельское поселение
Девятернинское сельское поселение — муниципальное образование Агрызского района Республики Татарстан. Административный центр — село Девятерня.

## Географическое положение
Площадь территории Девятернинского сельского поселения составляет 105,019 км², в том числе площадь земель сельскохозяйственного назначения — 42,79 км². Границы поселения установлены Законом Республики Татарстан от 31 января 2005 года № 14-ЗРТ «Об установлении границ территорий и статусе муниципального образования „Агрызский муниципальный район“ и муниципальных образований в его составе».

## Состав сельского поселения
В состав территории Девятернинского сельского поселения входят следующие населённые пункты:
- деревня Галеево
- село Девятерня
- посёлок сельского типа Комсомолка
- деревня Сосново

## Демография
Численность постоянного населения по данным Всероссийской переписи населения 2002 года составляет 878 человек, из которых до 16 лет — 146 человек, трудоспособных — 402 человека, пенсионеров — 330 человек.